# Staflo (schip, 1967)
De Staflo was een halfafzinkbaar boorplatform dat in 1967 gebouwd werd door Furness Shipbuilding Company voor Shell U.K. Exploration & Production. De naam is een afkorting voor STAble while AFloat. Het was de eerste in een serie van platforms naar ontwerp van de Bataafse Internationale Petroleum Maatschappij en Breit. Het ontwerp bestond uit vier parallelle pontons met daarop elk vijf kolommen met daarop het dek. De buitenste pontons hadden een grotere diameter dan de binnenste, wat ook gold voor de hoekkolommen. De bouw liep echter aanmerkelijke vertraging op.
In 1971 ontdekte de Staflo het Brentveld.
In 1979 nam Southeastern Drilling Company (Sedco) het platform over als Sedco Staflo. Vanaf 1980 werd het ingezet als halfafzinkbaar productieplatform door Petrobras in het Campos-bekken, aanvankelijk in het Sul del Pampo-veld en vanaf 1984 in het Linguado-veld. In 1991 nam Petrobras het platform over als Petrobras XXI.
In 2006 werd het overgenomen door Catleia Oil als A Turtle. Tijdens de sleep door de Mighty Deliverer naar Singapore liet deze het platform gaan in een storm, waarna het later dat jaar op de kust van Tristan da Cunha liep. Na een mislukte poging door Smit werd het uiteindelijk door Titan Salvage met de De Hong losgetrokken en op 10 februari 2007 in diep water afgezonken.
In de Staflo-serie werd ook de Sedneth I gebouwd bij de RDM.

## Staflo-serie
| Naam      | Werf                              | Jaar             | IMO-nummer |
| --------- | --------------------------------- | ---------------- | ---------- |
| Staflo    | Furness Shipbuilding Company, 523 | september 1967   | 7004524    |
| Sedneth I | RDM, 322                          | 14 december 1967 | 6729579    |